# Ansitz Brandthausen

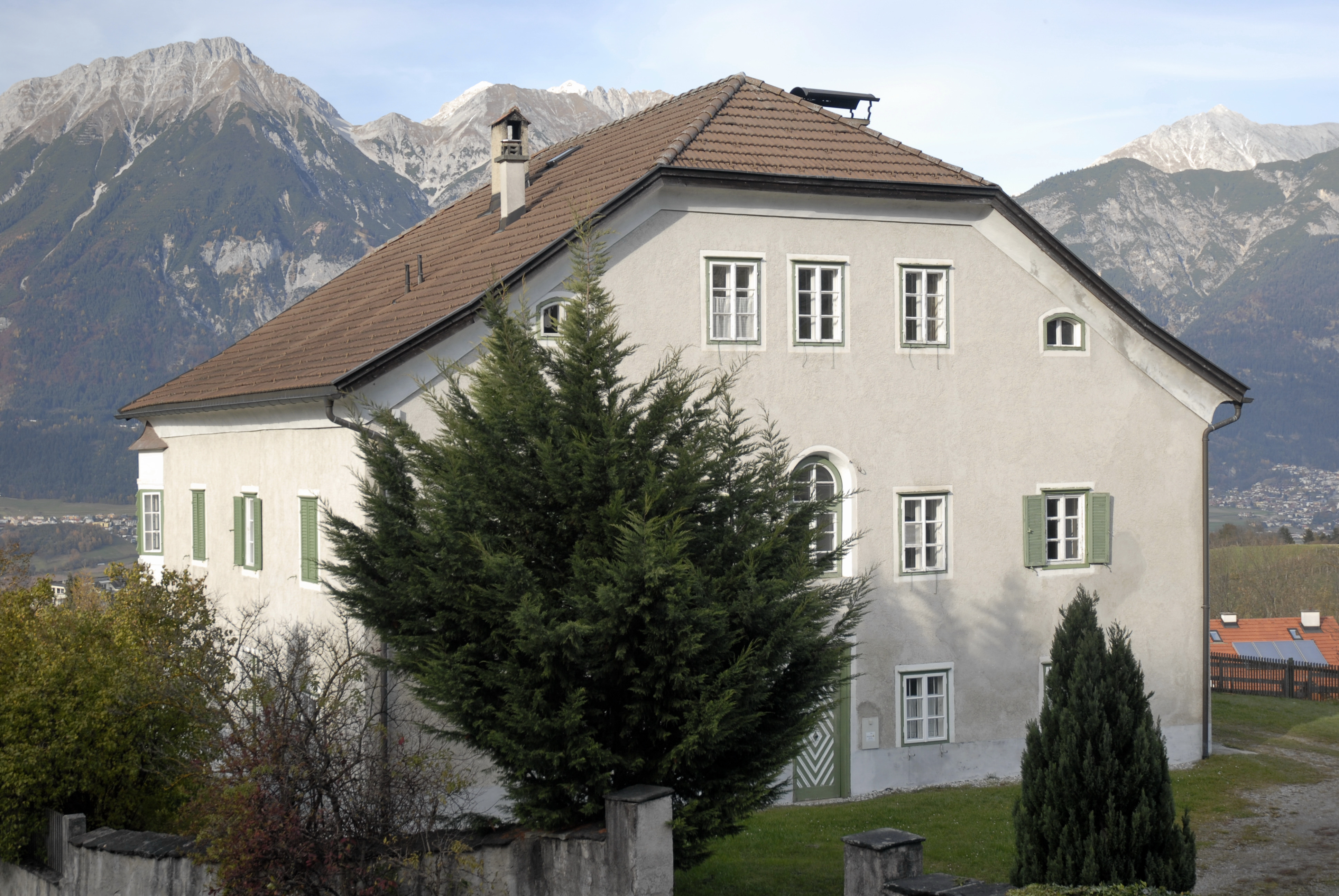
Ansitz Brandthausen in Aldrans

Der Ansitz Brandthausen (auch Brandhausen geschrieben) befindet sich südöstlich der Gemeinde Aldrans im Bezirk Innsbruck-Land von Tirol (Rinner Straße 5).

## Geschichte
Der Ansitz Brandthausen wird bereits 1312 erwähnt. 1575 ist der Ansitz im Besitz der Familie Prantl. Maria Prantl war eine Hofdame der Philippine Welser und wurde wegen ihrer Verdienste in den Adelsstand erhoben. 1579 erfolgte die urkundliche Bestätigung der Freiheiten eines Ansitzes mit dem Namen Brandthausen. Weitere Besitzer waren die Messerschmid (1622) und Peterlunger (1826). Letzte adelige Besitzer von Brandhausen war 1836 die Familie von Neupauer.

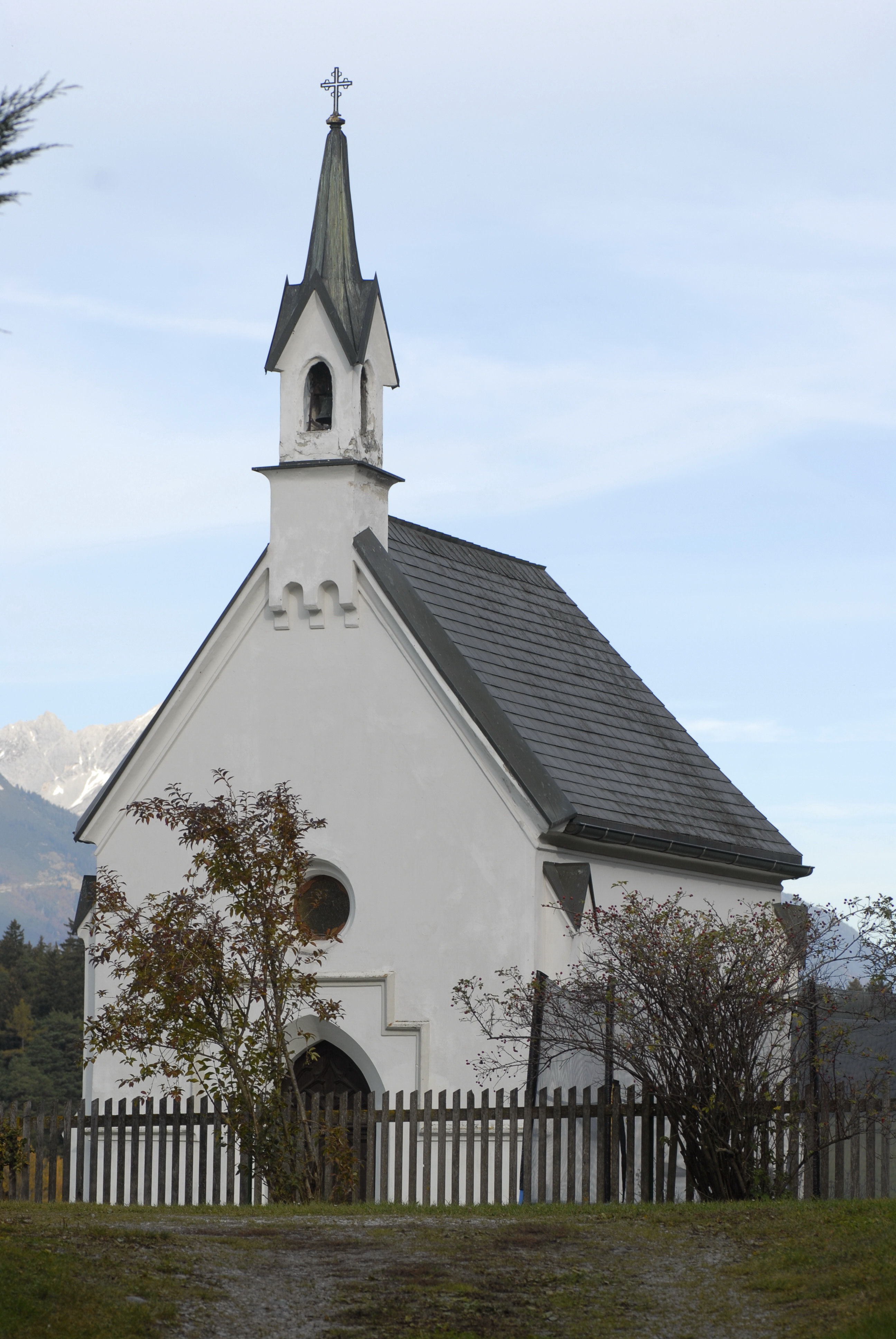
Hofkapelle beim Ansitz Brandthausen

## Ansitz Brandthausen heute
Der denkmalgeschützte Ansitz ist ein zweigeschoßiges, blockhaftes Gebäude mit einem ausgebauten Dachgeschoß mit kleinen ovalen Dachfenstern und einem Krüppelwalmdach mit einer Hohlkehle. Der Kern des Baus stammt aus dem 16. Jahrhundert. Im 19. Jahrhundert wurde er verändert. Durch die regelmäßige Achsengliederung wird die Mittelachse betont. Nordseitig befinden sich zwei mehrfach profilierte Eckerker sowie ein Obergeschoßsöller über einer Steinkonsole mit einem Schmiedeeisengeländer. Der Flur im Erdgeschoß hat ein Stichkappengewölbe. Im Inneren gibt es einfache Stuckdecken sowie einen Raum mit neugotischer Architekturmalerei.
Etwas abseits steht eine zu dem Ansitz gehörige Kapelle, die 1842 im neugotischen Stil erbaut wurde. Der gemauerte, einjochige Bau mit dreiseitigem Chorschluss und Dachreiter mit Spitzgiebelhelm weist im Inneren ein zartes Netzgratgewölbe auf Konsolen auf.